# Wiesław Śmigiel
Wiesław Andrzej Śmigiel (n. Świecie, Polonia, 3 de enero de 1969) es un clérigo católico polaco, doctor en ciencias teológicas, obispo titular de Beatia desde 2012, obispo auxiliar de Pelplin entre 2012 y 2017, obispo diocesano de Toruń desde 2017 y administrador diocesano de Bydgoszcz en 2021 y Płock en 2022.

## Biografía

### Primeros años y formación académica
Nació el 3 de enero de 1969 en Świecie. Se graduó de la escuela secundaria en Bydgoszcz. Entre 1988 y 1994 estudió filosofía y teología en el Seminario Teológico Superior de Pelplin. Fue ordenado diácono el 20 de junio de 1993 por el ministerio del obispo diocesano de Pelplin, Jan Bernard Szlaga, quien también lo ordenó presbítero el 29 de mayo de 1994. Ese mismo año obtuvo una maestría en teología en la Academia de Teología Católica de Varsovia.
Continuó sus estudios entre 1998 y 2002 en el Instituto de Teología Pastoral de la Facultad de Teología de la Universidad Católica de Lublin. En 2000 obtuvo una licenciatura en teología pastoral y en 2003 obtuvo el doctorado con la tesis Czytelnictwo religijne jako środek formacji religijnej wiernych. Studium teologiczno-pastoralne. En 2010, también en la Universidad Católica de Lublin, obtuvo un título de posdoctorado en ciencias teológicas en el campo de la teología pastoral.

### Presbiterado
Entre 1994 y 1996 trabajó como vicario en la parroquia de la Santísima Trinidad de Kościerzyna. Durante los dos años siguientes fue secretario y capellán del obispo de Pelplin, Jan Bernard Szlaga. Entre 2000 y 2002 fue capellán de la Casa Académica de Mujeres de la Universidad Católica de Lublin. En 2009 fue galardonado con el capellán de Su Santidad.
En 2001 se convirtió en ayudante de cátedra y en 2006 en profesor asistente en el Departamento de Teología Pastoral General del Instituto de Teología Pastoral de la Universidad Católica de Lublin. Entre 2003 y 2006 fue secretario del instituto. En dicha universidad, entre 2011 y 2014 fue jefe del Departamento de Teología Pastoral Detallada; entre los años 2011 y 2013, jefe de la Especialización en Teología Práctica y en 2012 asumió el cargo de profesor asociado. También se convirtió en profesor de teología pastoral en el Seminario Teológico Superior de Pelplin, el Instituto Teológico de la Diócesis de Pelplin y el Centro Científico y de Investigación de la Universidad Cardenal Stefan Wyszyński en Tczew.
Fue consultor de la Comisión Pastoral de la Conferencia Episcopal Polaca. En 2007 se convirtió en miembro corresponsal de la Sociedad Científica de la Universidad Católica Juan Pablo II de Lublin y de la Sociedad Científica de Lublin, así como miembro ordinario de la Sociedad Científica de Toruń. También se convirtió en miembro de la Asociación Polaca de Pastores. Entre 2004 y 2008 fue secretario de los Anales de Teología y entre 2009 y 2011, de los Anales de Pastoral y Catequesis. Se convirtió en miembro del consejo editorial Zeszyty Chojnickie y The Library of Filomata, así como en presidente del consejo científico de Pepplin Studies.

### Obispado
El 24 de marzo de 2012, el papa Benedicto XVI lo nombró obispo auxiliar de la diócesis de Pelplin junto con la sede titular de Beatia. Fue ordenado el 21 de abril de 2012 en la catedral de Pelplin; en una ceremonia presidida por el arzobispo metropolitano de Gdańsk Sławoj Leszek Głódź, asistido por Henryk Muszyński, arzobispo mayor de Gniezno, y Andrzej Suski, obispo diocesano de Toruń. Adoptó como lema episcopal las palabras: Omnibus omnia factus («Habiéndose hecho todo para todos»). El 25 de abril de 2012, tras la muerte del obispo diocesano de Pelplin, Jan Bernard Szlaga, fue elegido administrador de la diócesis por el Colegio de consultores. Ocupó este puesto hasta el 1 de diciembre de 2012, cuando Ryszard Kasyna asumió el cargo de obispo diocesano.
El 11 de noviembre de 2017, el papa Francisco lo transfirió al cargo de obispo diocesano de la diócesis de Toruń. El 8 de diciembre fue llevado canónicamente a la diócesis y el 10 de diciembre ingresó a la catedral de Toruń. Como obispo diocesano, se convirtió ex officio en el gran canciller de la Facultad de Teología de la Universidad Nicolás Copérnico de Toruń. A su vez fue nombrado administrador diocesano por sede vacante en dos oportunidades: del 12 de mayo al 28 de septiembre de 2021 administró la diócesis de Bydgoszcz y del 4 de junio al 31 de octubre de 2022, la diócesis de Płock.
Como parte de la Conferencia Episcopal de Polonia, en 2018 se convirtió en presidente del Equipo de Obispos para la Pastoral de Radio María y el Consejo de Familia. Entre 2014 y 2018 fue miembro electo del Consejo Permanente, como obispo auxiliar, y fue reelegido al Consejo Permanente en 2022. También presidió el Comité para el Diálogo con los No Creyentes que funciona en el Consejo para el Diálogo Religioso y se convirtió en miembro del Comité Pastoral, el Comité para la Diáspora Polaca y los Polacos en el Extranjero y el Equipo para los Movimientos de Entronización. Además, en 2021 pasó a ser miembro del Consejo de la Fundación para el Intercambio de Información Católica y del Consejo de Programas de Katolicka Agencja Informacyjna y, en 2022, se convirtió en presidente de la Fundación Joy of Love.
Fue co-consagrador durante las consagraciones del obispo auxiliar de Pelplin, Arkadiusz Okroj en 2019 y del obispo diocesano de Gliwice, Sławomir Oder en 2023.

### Otras acciones
Publicó dos colecciones de poesía: Zdany na pojedynek (1997) y Kartki z pamiętnika (2005).

## Condecoraciones
En 2012 recibió la Medalla de la Comisión Nacional de Educación y en 2014 la insignia de honor «Mérito a la agricultura».